# Platynereis karaka
Platynereis karaka är en ringmaskart som beskrevs av Read 2007. Platynereis karaka ingår i släktet Platynereis och familjen Nereididae. Inga underarter finns listade i Catalogue of Life.